# Hadishahr
Hadishahr (farsi هادی‌شهر) è una città della provincia di Jolfa nella regione dell'Azarbaijan orientale. 